# كريس فان فيين
كريس فان فيين (بالهولندية: Chris van Veen)‏ هو سياسي هولندي، ولد في 19 ديسمبر 1922 ببارنيفيلد في هولندا، وتوفي في 9 نوفمبر 2009 بفاسينار في هولندا. حزبياً، نشط في Christian Historical Union ‏ ( – 11 أكتوبر 1980) وحزب النداء الديمقراطي المسيحي (11 أكتوبر 1980 – 9 نوفمبر 2009). وقد انتخب عضو مجلس نواب هولندا ‏ (11 مايو 1971 – 6 يوليو 1971).